# Nie ma niepotrzebnych (singel)
Nie ma niepotrzebnych – ballada rockowa, która jest także drugim singlem zespołu Ira promującym płytę studyjną Ogień. Utwór znalazł się na szóstej pozycji na krążku, trwa 4 minuty i 11 sekund i jest najdłuższym utworem znajdującym się na płycie. Singel wyszedł nakładem firmy BMG Poland.
Tekst utworu opowiada o człowieku który był kiedyś zbłąkany, zagubiony, nie wiedział dokąd iść, czuł się nikomu niepotrzebny. W pewnym momencie swego życia odnalazł właściwą drogę, którą chce się podzielić z innymi którzy dziś czują się tak jak on kiedyś. W takiej sytuacji znajdował się też sam zespół, który od stycznia do września 1996 roku nie zagrał ani jednego koncertu, co spowodowało zawieszenie działalności przez grupę na siedem lat. Autorem tekstu są manager grupy Mariusz Musialski, oraz tekściarz Wojciech Byrski.
Utwór posiada łagodne balladowe brzmienie, w którym słychać zarówno gitary elektryczne jak i akustyczne. Do tej piosenki został nakręcony również teledysk. Utwór ten stał się także oficjalnym hymnem akcji Kotan Day 2004, oraz trafił na specjalną płytę wydaną właśnie z okazji tego koncertu.
Podczas trasy promującej płytę Ogień, utwór Nie ma niepotrzebnych był dość często prezentowany na koncertach, gdzie spotykał się z ciepłym przyjęciem ze strony fanów.
Mimo iż utwór cieszył się dużym powodzeniem zarówno wśród fanów jak i na listach przebojów, nie został zagrany na urodzinowym koncercie w październiku 2006 roku, w krakowskim klubie "Studio".
Obecnie piosenka jest dość sporadycznie grana na koncertach grupy.

## Teledysk
Teledysk do utworu był kręcony w maju 2004 roku, przedstawia on dwa pomieszczenia. Jedno w czarnej scenerii przedstawia zespół który wykonuje utwór, natomiast za szybą wenecką, znajduje się drugie pomieszczenie które przedstawia kłócącą się rodzinę. 
Premiera teledysku odbyła się w czerwcu 2004 roku i dość często była prezentowana w programach muzycznych.

## Twórcy
Ira
- Artur Gadowski – śpiew, chórki
- Wojciech Owczarek – perkusja
- Piotr Sujka – gitara basowa, chór
- Sebastian Piekarek – gitara, chór
- Maciej Gładysz – gitara
- Marcin Bracichowicz – gitara

Produkcja
- Nagrań dokonano: sierpień 2003 – luty 2004 w Studio K&K w Radomiu
- Produkcja: Mariusz Musialski ("El Mariachi Management")
- Produkcja muzyczna: Sebastian Piekarek, Marcin Trojanowicz
- Realizacja nagrań: Marcin Trojanowicz
- Mix: Marcin Trojanowicz
- Aranżacja: Mariusz Musialski
- Tekst piosenki: Wojciech Byrski
- Mastering: Grzegorz Piwkowski
- Projekt okładki, multimedia: Twister.pl

## Lista utworów na singlu
CD
1. "Nie ma niepotrzebnych" (M.Musialski – W.Byrski / M.Musialski) – 4:11

## Opis singla
- Muzyka: Mariusz Musialski
- Słowa: Wojciech Byrski, Mariusz Musialski
- Skład: Artur Gadowski, Wojciech Owczarek, Piotr Sujka, Sebastian Piekarek, Maciej Gładysz, Marcin Bracichowicz
- Gościnnie: Marcin Trojanowicz – instrumenty klawiszowe, programowanie, Łukasz Moskal – instrumenty perkusyjne
- Produkcja: Mariusz Musialski (El Mariachi Management)
- Produkcja muzyczna: Sebastian Piekarek, Marcin Trojanowicz
- Realizacja nagrań i Mix: Marcin Trojanowicz
- Mastering: Grzegorz Piwkowski
- Nagrano: K&K Studio w Radomiu
- Zdjęcie: Rafał Masłow
- Projekt graficzny: Twister

## Miejsca na listach przebojów
| Rok  | Single                | Lista     | Pozycja |
| ---- | --------------------- | --------- | ------- |
| 2004 | Nie ma niepotrzebnych | 30 TON    | 32      |
| 2005 | Nie ma niepotrzebnych | Radio PiK | 19      |

## Notowania
| Pozycja | 29 | 10 | 7 | 21 | - | 26 | 12 | 9 | 10 | 22 | 11 | 21 | 10 | 6 | 9 | 9 | 14 | 9 | 12 | 15 | 17 | 14 | 22 | 26 |

- Utwór znajdował się na liście od 11 lipca, do 19 grudnia 2004 roku. Łącznie na liście znajdował się przez 24 tygodnie.